# Jugnon
Pour les articles homonymes, voir Jugnon (homonymie).
Le Jugnon est un ruisseau français qui coule dans le département de Ain, en région Auvergne-Rhône-Alpes. C'est un affluent de rive droite de la Reyssouze, donc un sous-affluent de la Saône.

## Étymologie
Jon serait un hydronyme préceltique qui expliquerait le nom de Jugnon avec une mention en 996, a circio fontana janina.
André Buisson cite une mention semblable en 996-1018 fontana Junione (cartulaire de Saint-Vincent de Mâcon, n° 331).

## Géographie
Le Jugnon naît d'une source karstique à Jasseron (Canton de Ceyzériat), à 298 m d’altitude, au pied du Revermont (massif du Jura) et serpente dans le sud de la plaine de Bresse. Son cours est orienté vers l'ouest  et traverse quatre communes : Jasseron, Bourg-en-Bresse, Viriat et Attignat. Il se jette dans la Reyssouze en aval du hameau des Merciers, sur la commune d'Attignat à 205 m, soit 93 m plus bas, après un parcours de 17,3 km.

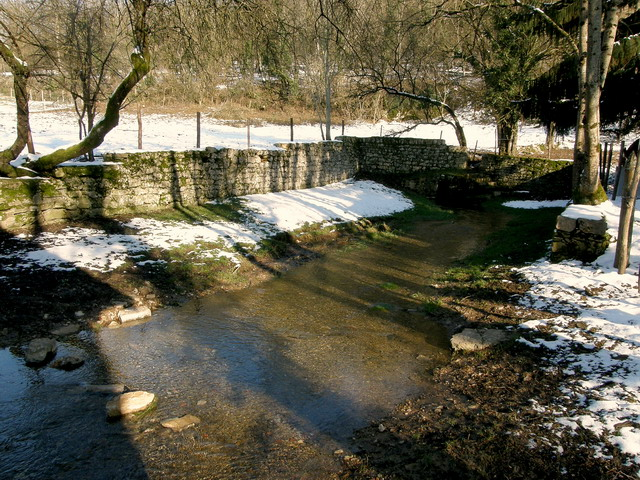
La source du Jugnon à Jasseron.

### Communes traversées
Dans le seul département de l'Ain, le Jugnon traverse les quatre communes suivantes, de l'amont vers l'aval, de Jasseron (source), Bourg-en-Bresse, Viriat, Attignat (confluence).
Soit en termes de cantons, le Jugnon prend source dans le canton de Saint-Étienne-du-Bois, traverse le canton de Bourg-en-Bresse-1, conflue dans le canton d'Attignat, dans l'arrondissement de Bourg-en-Bresse.

### Bassin versant
Le Jugnon traverse une seule zone hydrographique Le Jugnon (U402) de 36 km2 de superficie. Ce bassin versant est constitué à 55,26 % de « territoires agricoles », à 31,25 % de « forêts et milieux semi-naturels », à 12,63 % de « territoires artificialisés », à 1,04 % de « surfaces en eau ».

## Affluents
Les affluents sont nombreux mais de faible longueur et de faible débit. Des sources et des suintements alimentent le cours d'eau de loin en loin tandis qu'un dense réseau de fossés agricoles draine les versants de la vallée. Plusieurs étangs jalonnent le cours du ruisseau et leur émissaire s'y jette, comme l'étang de la Culotte (Viriat).
Les principaux affluents du Jugnon sont :
- en rive droite : le bief du Grand Gotat 3,3 km, la Lignette 2,6 km, le bief des Alagniers, 1,7 km et le bief des Merciers ;
- en rive gauche : le bief de la Tourterelle, le bief du Moulin des Loups, le bief de la Culotte et le bief de Lavoura 2,4 km.

Le Jugon a quatre affluents référencés. Donc son rang de Strahler est de deux.

## Hydrologie
Le Jugnon est un cours d'eau assez régulier avec des débits d'étiage de l'ordre de 0,03 m3/s en août.
- Débit moyen mensuel sec de récurrence 5 ans (qmna5) : 0,011 m3/s et 0,3 l/s/km2

Il est jaugé à Viriat au pont du lieu-dit Les Merciers, en amont immédiat de la confluence avec Reyssouze (Coordonnées Lambert : 820.00 2145.03). 
2 mesures de débit sont disponibles sur le site de la DIREN Rhône-Alpes : Jaugeages bassin de la Reyssouze
Pour le code 615 U4020500 on a :
- Date : 11/07/1994. Débit : 0,038 m3/s
- Date : 09/08/1994. Débit : 0,029 m3/s

## Aménagements et écologie
Les eaux du Jugon sont riches en écrevisses, chabots, loches, et couleuvres, ainsi que de libellules.